# Wang Li
Wang Li (chiń. 王力, pinyin: Wáng Lì, nazwisko pierwotne: chiń. 王祥瑛, pinyin: Wáng Xiángyīng; ur. 10 sierpnia 1900 w Kuangsi, zm. 3 maja 1986 w Pekinie w wieku 85 lat) – jeden z najbardziej znanych językoznawców chińskich.

## Życiorys
Wykształcenie uniwersyteckie zdobył Wang Li głównie na Uniwersytecie Tsinghua, gdzie w roku 1926 rozpoczął studia na wydziale nauk chińskich. Do grona wykładowców należeli tam m.in. Liang Qichao, Wang Guowei oraz Zhao Yuanren. W 1927 Wang udał się do Paryża, a 4 lata później uzyskał stopień doktora w dziedzinie językoznawstwa na Uniwersytecie Paryskim. Po powrocie do kraju zajął się nauczaniem na swojej Alma Mater, był dyrektorem Instytutu Literatury na Uniwersytecie Lingnan i kierownikiem Wydziału Językoznawstwa na Uniwersytecie Sun Jat-sena w Kantonie. 
Od 1954 do śmierci był profesorem na Uniwersytecie Pekińskim. W tym okresie obejmował także stanowisko wiceprzewodniczącego Chińskiej Komisji do spraw Reformy Pisma (中国文字改革委员会), która zajmowała się uproszczeniem systemu znaków chińskich. Rezultatem działalności tej komisji było tak zwane uproszczone pismo chińskie obowiązujące obecnie w Chińskiej Republice Ludowej, podczas gdy na Tajwanie i w Hongkongu nadal używa się znaków tradycjonalnych.

## Dorobek naukowy
Do najważniejszych publikacji Wang Li zaliczają się między innymi:
- 《汉语音韵学》: Fonologia języka chińskiego
- 《古代汉语》: Starożytny język chiński
- 《中国语言史》: Historia języka chińskiego
- 《中國現代語法》: Współczesna gramatyka chińska
- 《中國語法理論》: Teoria chińskiej gramatyki